# Myslavský potok
Myslavský potok je vodní tok na východním Slovensku, v regionu Abov, protéká územím okresů Košice-okolí, Košice II a Košice IV. Je to pravostranný přítok řeky Hornád, měří 19,5 km a je tokem V. řádu.

## Pramen
Pramení ve Volovských vrších na jihojihovýchodním svahu Predného holiska 948.6 m n. m. v lokalitě Panský les, v nadmořské výšce přibližně 760 m n. m.

## Směr toku
Na horním toku teče jihovýchodním směrem, severně od obce Hýľov se přechodně stáčí na východ, pak teče do obce Nižný Klátov znovu na jihovýchod. Po přibrání Nižnoklátovského potoka v obci pokračuje východním směrem, nad soutokem z přítoků z oblasti Girbeša se znovu stáčí a teče na jihovýchod přes městskou část Myslava. Jižně od Všešportového areálu v košické městské části Juh mění směr toku na východ, přičemž k Barci výrazně meandruje a dále již pokračuje napřímeným korytem. Jižně od křižovatky ulic Nižné kapustníky - Slanecká se stáčí na východojihovýchod a teče v podzemí pod městskou část Nad jazerom.

## Geomorfologické celky
- Volovské vrchy, podcelek Kojšovská hoľa
- Košická kotlina, podcelky Medzevská pahorkatina a Košická rovina

## Přítoky
- Pravostranné: přítok z lokality Suchý dub, Baštiansky potok
- Levostranné: tři přítoky z Panského lesa (první ústí v nadmořské výšce 625.3 m n. m., třetí v 497.3 m n. m., Bukovský potok, Vyšnoklátovský potok, Nižnoklátovský potok, Vrbica, přítok od osady Girbeš, Kamenný potok, krátký přítok pramenící západně od Sídliště KVP, Čičkovský potok, přítok tekoucí západním okrajem košického veřejného hřbitova

## Ústí
Do Hornádu se vlévá na území města Košice, na východním okraji městské části Nad jazerom (v prostoru severně od Náměstí košických mučedníků), v nadmořské výšce cca 190 m n. m.

## Obce
- Hýľov (neprotéká intravilán)
- Nižný Klátov
- Košice, městské části:
  - Myslava
  - Luník IX
  - Juh
  - Barca
  - Nad jazerom

## Hospodářský význam
Myslavský potok je domovem pstruha potočního, díky čemuž je i lovná revírem Městské organizace Slovenského rybářského svazu Košice. Úsek od pramene po silniční most košické autostrády z Košic do Šace je pstruhový revír a od mostu po ústí je potok kaprovým revírem. Při Barci se vyskytuje i jelec, menší hrouzek a mřenka. Potok je v současnosti silně znečištěný komunálním odpadem.